# Ванесса Інконтрада
Ванесса Інконтрада (італ. Vanessa Incontrada; 24 листопада 1978, Барселона, Іспанія) — італійська акторка, модель, телеведуча.

## Біографія
Батько акторки — італієць, мати іспанка. У 1985 році почала кар'єру моделі. З 1996 року переїхала в Мілан, Італія. З 1998 року Ванесса Інконтрада дебютувала в ролі телеведучої популярної музичної програми на ТБ Італії «Супер». Незабаром стала однією з найпопулярніших телезірок. У кіно першу роль виконала у фільмі Пупі Аваті «Серце не з тобою / Il cuore altrove» (Анжела, 2003). В активі актриси 7 ролей в італійському та іспанському кіно.

## Фільмографія
- Il cuore altrove (2003)
- A/R Andata + Ritorno (2004)
- Quale amore (2006)
- La cena per farli conoscere (2007)
- Tutte le donne della mia vita (2007)
- Todos estamos invitados (2008)
- Aspettando il sole (2008)
- Mi rifaccio vivo (2013)

## Джерело
- Vanessa Incontrada на сайті IMDb (англ.)